# La Jemaye
La Jemaye (en occitano La Jamaia) era una comuna francesa situada en el departamento de Dordoña, de la región de Nueva Aquitania, que el 1 de enero de 2017 pasó a ser una comuna delegada de la comuna nueva de La Jemaye-Ponteyraud al fusionarse con la comuna de Ponteyraud.

## Demografía
| Gráfica de evolución demográfica de La Jemaye entre 1800 y 2014 |
|                                                                 |

Los datos demográficos contemplados en este gráfico de la comuna de La Jemaye se han cogido de 1800 a 1999 de la página francesa EHESS/Cassini, y los demás datos de la página del INSEE.